# Long Story Short
«Long Story Short» (с англ. — «Короче говоря»; стилизовано строчными буквами) — песня американской певицы Тейлор Свифт. Вышла 11 декабря 2020 года на лейбле Republic Records в качестве двенадцатого трека девятого студийного альбома Evermore. Песня была написана Свифт и Аароном Десснером, а спродюсирована Десснером.
Отличаясь от общего более мягкого темпа альбома, «Long Story Short» представляет собой энергичную песню в стиле инди-рок, фолк-поп и синти-поп с элементами ранней поп-музыки 1980-х годов, движимую энергичными гитарами, ударными и струнными. В автобиографической песне Свифт рассказывает о том, как пережила тёмную часть своей жизни, ссылаясь на бурные события, вдохновившие альбом 2017 года Reputation, который изменил её душевное состояние, а также о том, как она нашла свою вторую половинку, эмоционально исцелилась и реорганизовала свою жизнь, чтобы добиться удовлетворения.

## История
24 июля 2020 года, во время локдауна COVID-19, Свифт выпустила свой восьмой студийный альбом-сюрприз Folklore, получивший широкое признание критиков и коммерческий успех. В сентябре 2020 года Свифт и её сопродюсеры и соавторы альбома, Аарон Десснер и Джек Антонофф, собрались в студии Long Pond, расположенной в уединенном домике на севере штата Нью-Йорк, чтобы снять документальный фильм Folklore: The Long Pond Studio Sessions. Выпущенный на стриминговом сервисе Disney+ и сопровождаемый концертным альбомом, выпущенным в цифровом формате, Свифт исполнила урезанные версии всех 17 треков Folklore и рассказала о творческом процессе создания альбома.
|                                        | Проще говоря, мы просто не могли перестать сочинять песни. Говоря более поэтично, мы как будто стояли на краю фольклорного леса и у нас был выбор: повернуть и пойти назад или идти дальше в лес этой музыки. Мы выбрали блуждать глубже… Я никогда не делала этого раньше. В прошлом я всегда рассматривала альбомы как отдельные эпохи и переходила к планированию следующей после выхода альбома. С Folklore было что-то другое. Создавая его, я чувствовала себя не столько уходящей, сколько возвращающейся. Мне нравился эскапизм, который я находила в этих воображаемых/не воображаемых сказках. Мне нравилось, как вы принимали в свою жизнь пейзажи снов, трагедии и эпические истории о потерянной и обретённой любви. Поэтому я просто продолжала их сочинять. |
| — Свифт о сюжетной линии Evermore. NME | |

## Композиция
Песня представляет собой бодрую, быстро развивающуюся инди-рок, фолк-поп, и синти-поп композицию, с зажигательным пост-припевом, взрывными гитарными переборами, струнными, чёткими ударами запрограммированных и живых ударных, на последних играл Брайан Девендорф из The National. В ней также присутствуют элементы винтажного попа. Музыкально песня написана в ключе до мажор с быстрым темпом 158 ударов в минуту. Вокал Свифт варьируется от G3 до G4.
Песня «Long Story Short» переосмысливает её шестой студийный альбом Reputation (2017), который был посвящен пристальному вниманию СМИ к ней и её широко разрекламированной вражде с другими знаменитостями; Свифт описала его как один из самых низких моментов её жизни. Песня повествует о личном искуплении, охватывая её четырёхлетнее эмоциональное путешествие между 2016 и 2020 годами, особенно бурные события в профессиональной жизни Свифт в 2016 году. В тексте песни Свифт заявляет о своём умиротворенном состоянии души после того, как она провела годы в центре внимания «мелочей» и «врагов», вспоминая о своём падении из милости после вражды, и о том, как она в конце концов разобралась со своими приоритетами и нашла настоящую любовь. В припеве Свифт заявляет, что прошлые отношения изменили её сущность, а в бридже она утверждает, что её больше не интересует драма знаменитостей, она сосредоточена только на своих отношениях вне работы. Песня заканчивается словами «Я выжила».

## Отзывы
Критик Slate Карл Уилсон написал, что «Long Story Short» — это «довольно незначительная песня, но заслуженное напутствие», включающее в себя стандартную игру слов Свифт и «удовольствие», которое «приходит, когда слышишь, как она оглядывается на всё это и пожимает плечами». Джейсон Липшутц из Billboard выбрал песню лучшей на Evermore и заявил, что песня материализует способность Свифт создавать «обманчиво простую» музыку, которая «взрывается слоями и движущимися частями». Он восхитился «плотной, но не перегруженной» инструментальной частью песни и её «ударным вокальным хуком после припева». Рецензенты Insider пришли к выводу, что «Long Story Short» — это «самый близкий к переосмыслению Свифт образ её поп-звезды»; Кэлли Алгрим сказала, что песня «более глянцевая» по сравнению с другими треками, гибридизирующая текстуры 1989 (2014) и Folklore, и функционирует как «освежающая смена темпа» внутри Evermore, тогда как Кортни Ларокка считает, что это «послание эпохи Lover, завёрнутое в продукцию альбома 1989 года, о преодолении ошибок её диска Reputation».
Бен Типпл, написавший для DIY, отметил, что трек «блестяще» намекает на «вновь ожившую Тейлор с полным комплектом». Критик The Quietus Кэтрин Роджерс описала «Long Story Short» как энергичную песню, которая повторяет «знакомый» лирический стиль Свифт — «испытания знаменитостью, романтические приключения, падения из милости, всё это иллюстрируется быстрой метафорой». Она также восхитилась «игривым, заразительным» припевом. Автор Redbrick Сэмми Эндрюс заявил, что песня «очень весёлая и сама по себе является отличной поп-песней», но был обеспокоен тем, что её ритмичная композиция «диссонирует» с «легкостью и мягкостью» остальной части альбома. Мэри Сироки из Consequence высказала мнение, что трек «может не подняться на вершину», но сравнила его с пятнами на хрустальных бокалах для вина.

## Участники записи
По данным буклета и Pitchfork.
- Тейлор Свифт — вокал, автор песен
- Аарон Десснер — продюсер, автор песен, инженер звукозаписи, драм-машина, перкуссия, клавишные, синтезаторы и бас, акустическая гитара и электрогитара
- Брайс Десснер — оркестровка и электрогитара
- Брайан Девендорф — ударная установка
- Джеймс Макалистер — драм-машина и синтезаторы
- Юки Нумата Резник — скрипка
- Кайл Резник — труба
- Кларис Дженсен — виолончель
- Джейсон Тройтинг — античные тарелочки
- Джонатан Лоу — сведение, звукоинженер
- Грег Калби — мастеринг
- Стив Фэллон — мастеринг

## Чарты
| Чарт (2020—2021)                             | Высшая позиция |
| -------------------------------------------- | -------------- |
| Австралия (ARIA)                             | 49             |
| Канада (Billboard Canadian Hot 100)          | 39             |
| Мир (Billboard Global 200)                   | 55             |
| Португалия (AFP)                             | 198            |
| Великобритания (OCC UK Audio Streaming)      | 84             |
| США (Billboard Hot 100)                      | 68             |
| США (Billboard Hot Rock & Alternative Songs) | 14             |
| США (Rolling Stone Top 100)                  | 42             |

| Чарт (2021)                                   | Позиция |
| --------------------------------------------- | ------- |
| США (Hot Rock & Alternative Songs, Billboard) | 65      |